# Ana Lederer
Ana Lederer (* 12. April 1964 in Subotica, Jugoslawien, heute Serbien) ist eine kroatische Theaterwissenschaftlerin, Theaterkritikerin der Zeitschrift Vijenac, Publizistin und Intendantin des Kroatischen Nationaltheaters in Zagreb (2005–2013) sowie stellvertretende Kulturministerin in der Regierung von Tihomir Orešković. Ihr Ehemann war der Kriegsberichterstatter Gordan Lederer.
Sie ist Tochter des Theaterregisseurs und Theaterkritikers Petar Šarčević und der Sopranistin Marliza. Sie absolvierte 1987 ein Studium der Vergleichenden Literaturwissenschaft und der russischen Sprache. 2002 wurde sie an der Philosophischen Fakultät der Universität Zagreb promoviert. Sie war Kolumnistin für Glas Slavonije (1992–1993) und Produzentin des Theaterdokumentarprogramms im Kroatischen Rundfunk (1993–2002), Assistenzlehrerin an ihrer Alma Mater (1991–1999), Chefredakteurin der Fachzeitschrift Kazalište (Theater; 2003–2005). Sie gehört dem Parteivorstand der rechtsgerichteten Partei Neovisni za Hrvatsku an.

## Bücher
- Ključ za kazalište. Neotradicija, Matica hrvatska, Osijek, 2004.
- Vrijeme osobne povijesti. Biblioteka Razotkrivanja, Naklada Ljevak, Zagreb, 2004.
- Redatelj Tito Strozzi. Biblioteka Intermedia, Meandar, Zagreb, 2003.
- Ivan Raos. Meandar, Zagreb, 1998.
- Dobre slučajnosti. Meandar, Zagreb, 1994.